# Conophytum ratum
Conophytum ratum är en isörtsväxtart som beskrevs av S.N. Hammer. Conophytum ratum ingår i släktet Conophytum, och familjen isörtsväxter. Inga underarter finns listade i Catalogue of Life.